# دايفيد مارتن
دايفيد مارتن (بالإنجليزية: David Martin)‏ (و. 1954  م) هو سياسي بريطاني، ولد في إدنبرة، هو عضوٌ في حزب العمال.

## مناصب
تولى منصب عضو في البرلمان الأوروبي (منذ 1 يوليو 2014)
- عضو في البرلمان الأوروبي (14 يوليو 2009–30 يونيو 2014)
- عضو في البرلمان الأوروبي (20 يوليو 2004–13 يوليو 2009)
- عضو في البرلمان الأوروبي (20 يوليو 1999–19 يوليو 2004)
- عضو في البرلمان الأوروبي (19 يوليو 1994–19 يوليو 1999)
- عضو في البرلمان الأوروبي (25 يوليو 1989–18 يوليو 1994)
- عضو في البرلمان الأوروبي (24 يوليو 1984–24 يوليو 1989).

## التعليم
تعلم في جامعة لستر، وجامعة هيريوت وات.